# 富利特堡-德留夫雷戈斯
富利特堡-德留夫雷戈斯，是西班牙加泰罗尼亚巴塞罗那省的一个市镇。总面积26.21平方公里，总人口183人（2013年），人口密度7人/平方公里。